# Ludwik Gintel
Ludwik Gintel (ur. 26 września 1899 w Krakowie, zm. 11 lipca 1972 w Bat Jamie lub 1973  w Tel Awiwie) – polski piłkarz narodowości żydowskiej, reprezentant Polski, działacz piłkarski.

## Życiorys
Jego rodzicami byli Gutman oraz Chana Reizel Sperber. W młodości należał do Żydowskiego Klubu Sportowego Jutrzenka. Całą seniorską karierę poświęcił grze w jednym klubie, Cracovii, w latach 1916–1930. Krótko występował jako napastnik. Jego dużym sukcesem było sięgnięcie po tytuł króla strzelców polskiej ligi w 1928 (zdobył 28 goli). W barwach swojego klubu zaliczył 328 występów w pierwszym zespole. Później grał już jako obrońca.
12 razy reprezentował Polskę w meczach międzypaństwowych. Brał udział w Igrzyskach Olimpijskich w Paryżu w 1924 roku.
Strzelił też pierwszą w historii reprezentacji bramkę samobójczą, która padła w meczu z Węgrami w maju 1922 roku na stadionie Cracovii. Był to pierwszy mecz reprezentacji rozegrany w kraju. Polacy przegrali wówczas 0:3.

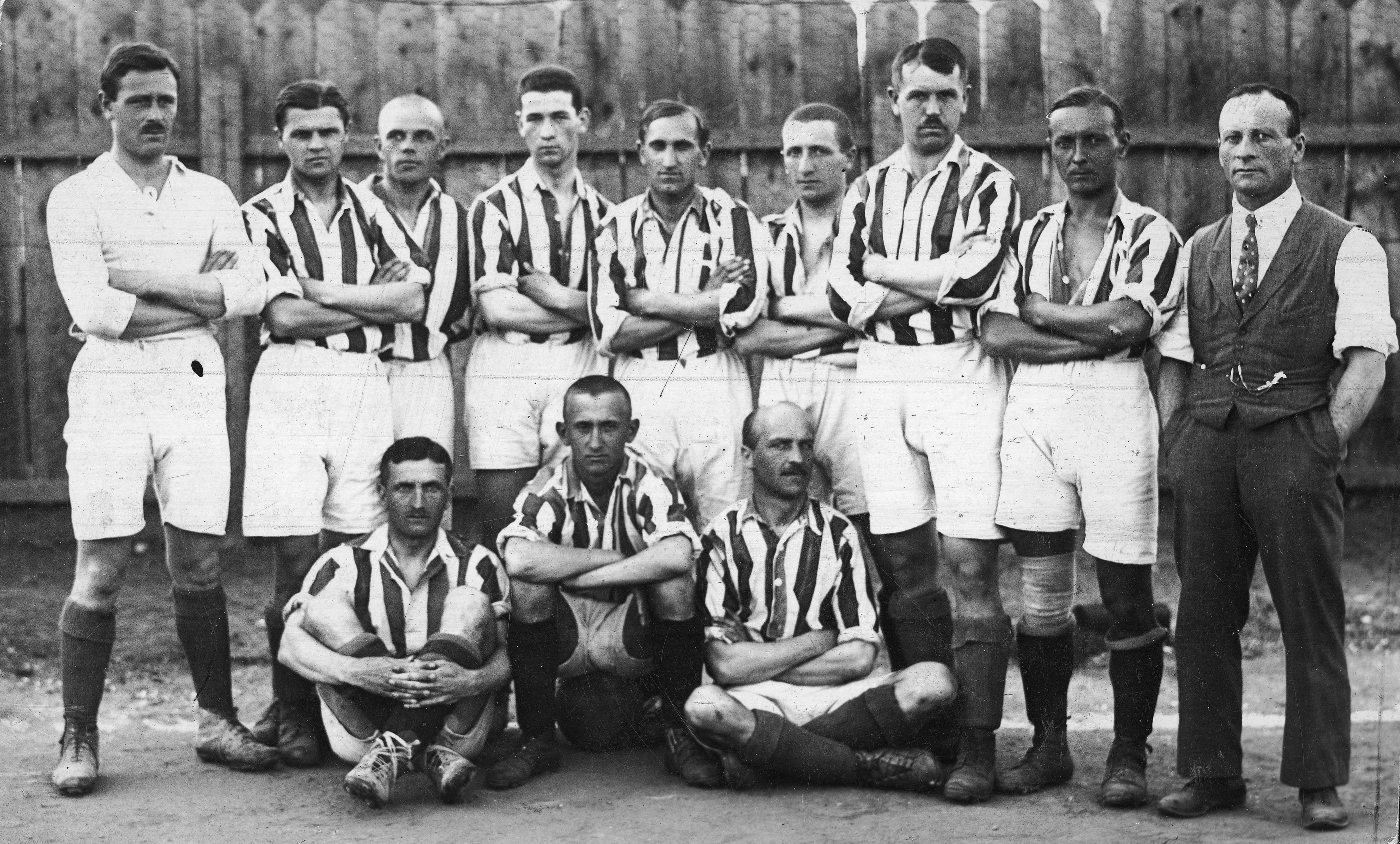
Gintel (stoi czwarty od lewej) w barwach Cracovii, mistrza Polski 1921
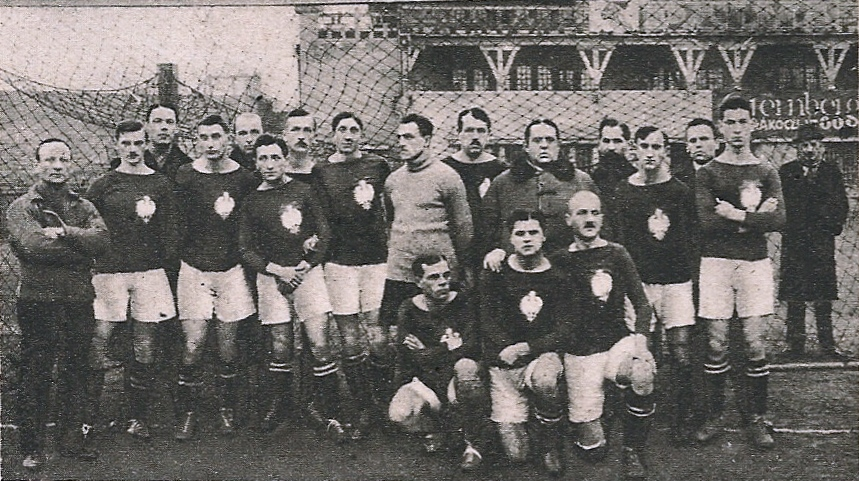
Gintel (stoi pierwszy od prawej) przed pierwszym meczem reprezentacji Polski, 1921

Był z zawodu budowniczym-architektem. Projektował bądź stawiał kamienice m.in. przy ul. Serenno Fenna (5), Karmelickiej (58 i 60) i Wrocławskiej (11a). Po wybuchu wojny przedostał się za granicę i w 1943 dostał się do Palestyny. Popełnił samobójstwo. Został pochowany na Cmentarzu Holon w pobliżu Tel Awiwu.